# 民俗資料記録局 (ヘルシンキ)
民俗資料記録局（みんぞくしりょうきろくきょく、Kansanrunousarkisto、Folklore Archives、フォルクロール・アーキーフ）は、1934年、フィンランドの首都ヘルシンキに民俗資料の蒐集と記録のため設けられた機関。

## 概要
当初は、1831年設立のフィンランド文芸協会（Suomalaisen Kirjallisuuden Seura）に置かれていたが、1934年に民俗学者マルティ・ハーヴィオが記録局の初代専任局長となってからは独立の機関として今日に続いている。蒐集した資料の数の膨大さ、蒐集・保管・記録・研究のための施設の充実度、きわめて効率的な資料分類法とクロス・リファレンス・システムで知られる。
現在の記録局は、1950年にフィンランド政府の補助金により近代的に再建されたものである。そこには研究室のほか、カード整理コーナー、索引室、資料分類室、民俗誌とエスノロジーの図書館、貴重記録保存室、採集資料用地下倉庫、レセプションルーム、作業室、さらにはヘルシンキ大学の学生演習室、レコーディングスタジオ、また、ディスクやテープ、マイクロフィルムの収蔵室がある。